# リトルクリエイティブセンター
株式会社リトルクリエイティブセンターは、岐阜県岐阜市と各務原市に本社を置くデザイン企業である。2014年に設立され、デザイン・ディレクションを中心に広告・ウェブデザイン・商品開発・出版事業・文具店・店舗や街のブランディングなどの幅広い事業を行っている。岐阜市で岐阜県の県産品ショップ「THE GIFTS SHOP」も運営しており、岐阜の発信拠点として東京にもアンテナショップとして「岐阜ホール」を出店している。

## 概要
各務原市出身の社長・今尾真也は名古屋造形大学で製品デザインを学んだ後、上京し、東京のデザイン事務所に就職。2年半働いて故郷の岐阜県に戻り、2007年に岐阜県出身の若者ら3人で岐阜市柳ヶ瀬の柳ヶ瀬商店街にある「やながせ倉庫」内に文具店「モアレ」を開店。オリジナル文具の販売を開始したのが発祥である。
元スナックの空き店舗に事務所を設置したところ評判になり、ロゴやチラシのデザインの注文が次々に来るようになった。会社はその後、製品パッケージのデザイン、地元企業や大学のブランディングを手がけるなど事業を拡大。やがて、衰退しつつあった地元の柳ヶ瀬商店街から商店街内の「やながせ倉庫団地」のプロデュースといった街づくり・街おこしイベントの企画・運営を任されるようになった。会社はさらに業容を拡大させ、地元岐阜の情報や魅力を発信するため出版社「さかだちブックス」を設立。岐阜市では岐阜県の県産品ショップ「THE GIFTS SHOP」を開店・運営するに至った。
東京でのアンテナショップ出店のきっかけとなったのは、岐阜県内で街づくりに関わる中で感じた「これだけ魅力的なモノや人が全国に知られていないのは残念だ」という思いと、2017年に東京事務所を設置してから感じた東京都民の岐阜県に対する関心の低さだった。「東京でも岐阜の魅力を発信したい」という思いから社内で構想を検討し交流のある県内の街づくりの担い手らに打診して協力を受け、東京・上野桜木にあるビル内にアンテナショップを出すことが決定。出店先のビルの改修資金を集めるためクラウドファンディングで資金を募ったところ、目標額の150万円に対し374万円の資金が集まり、2019年7月にアンテナショップ「岐阜ホール」が開店した。かつて東京・六本木に岐阜県県営のアンテナショップ「オリベスタイル」が存在したものの2009年に閉鎖されており、10年ぶりに岐阜県のアンテナショップが民間の手で復活することになった。